# Concours des vins
Un concours des vins est un concours régional, national ou international de dégustation du vin par des jurys pour promouvoir, sélectionner et récompenser par des médailles les meilleurs dans leur catégorie.

## Types de concours

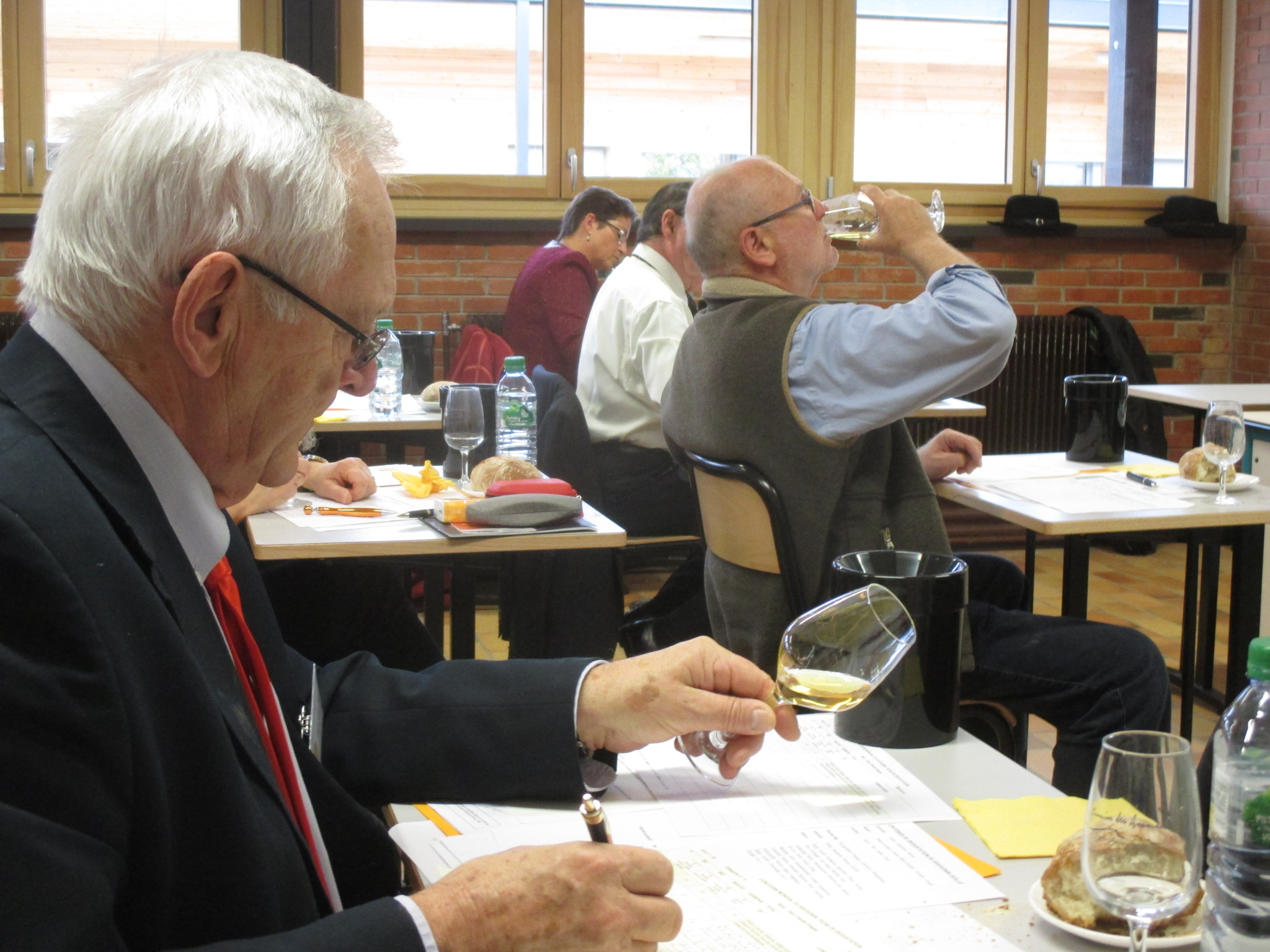
Jury du concours mondial du savagnin en dégutation

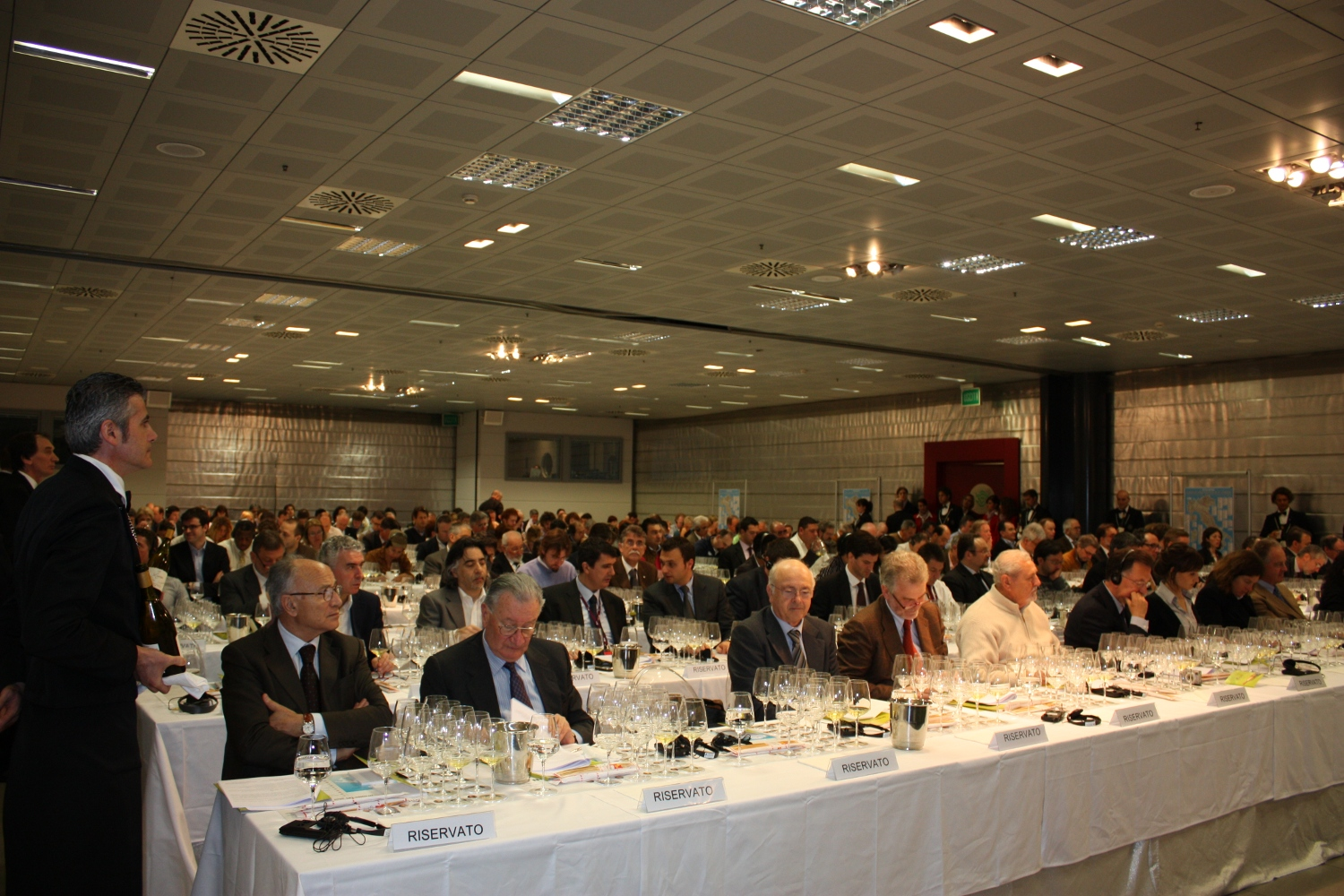
Concours du salon Vinitaly

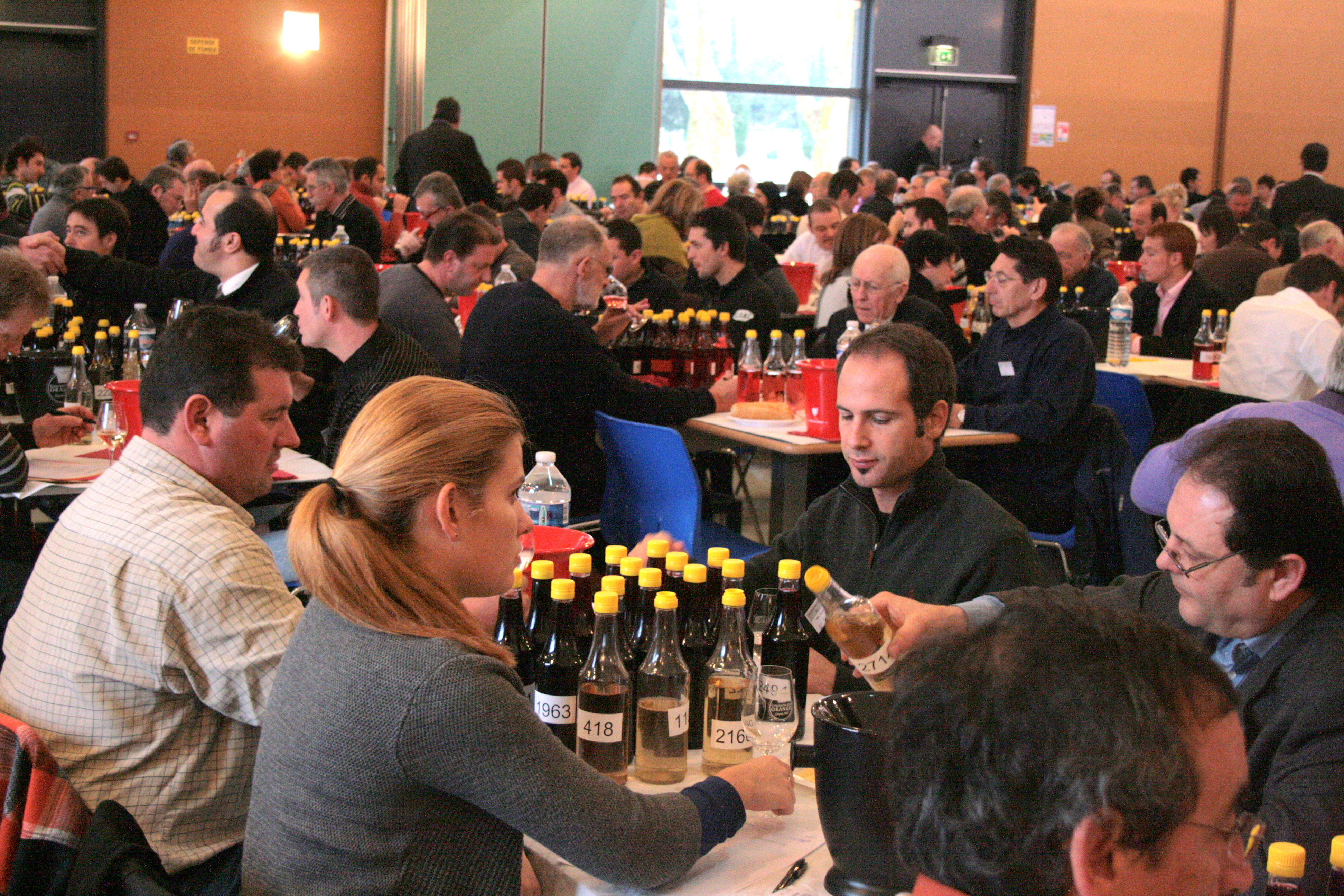
Concours des vins d'Orange

Il existe trois principaux types de concours : celui dans lequel les dégustateurs-juges sont des amateurs éclairés qui veulent représenter les consommateurs (personnes adhérant à un club de dégustation, journalistes internationaux, blogueurs, etc.) ; celui dans lequel ce sont des professionnels du vin (œnologues, cavistes, viticulteurs, sommeliers, journalistes spécialisés, chefs cuisiniers, courtiers, producteurs, importateurs et acheteurs en grande distribution, etc.) ; celui qui mêle consommateurs et professionnels.
Généralement, à l'issue d'une dégustation à l'aveugle, les vins primés sont distingués par des médailles et des étiquettes adhésives reproduisant les médailles sont apposées sur les bouteilles.
Les procédures et les palmarès de ces concours donnent lieu à des controverses. Ceux qui sont en leur faveur rappellent que les concours les plus importants ont des règlements rigoureux, des critères qualitatifs minimum et des panels de juges compétents, ce qui permet d'assurer que les vins primés sont de qualité supérieure et assurent à leurs producteurs de gagner en notoriété. D'autres font remarquer la grande variété des règlements, des critères peu discriminants (il peut y avoir des dizaines de médaillés d'or pour une seule appellation), mettant ainsi en doute la crédibilité de ces concours où se croisent vénalité des organisateurs (certains organisateurs de concours se rémunèrent proportionnellement au nombre de vins médaillés) et action du marketing viticole.
Enfin plusieurs études concordantes mettent en évidence la grande variabilité de l'évaluation même chez des juges-experts : seuls 10 % de ces juges se montrent cohérents dans leur notation portant sur le même vin alors que 10 autres pourcents classent la même bouteille de « médaille d’or » à vin médiocre.

## Liste des principaux concours
Des centaines de concours de vins à travers le monde attribuent des diplômes, médailles d'or, d'argent et de bronze ... :

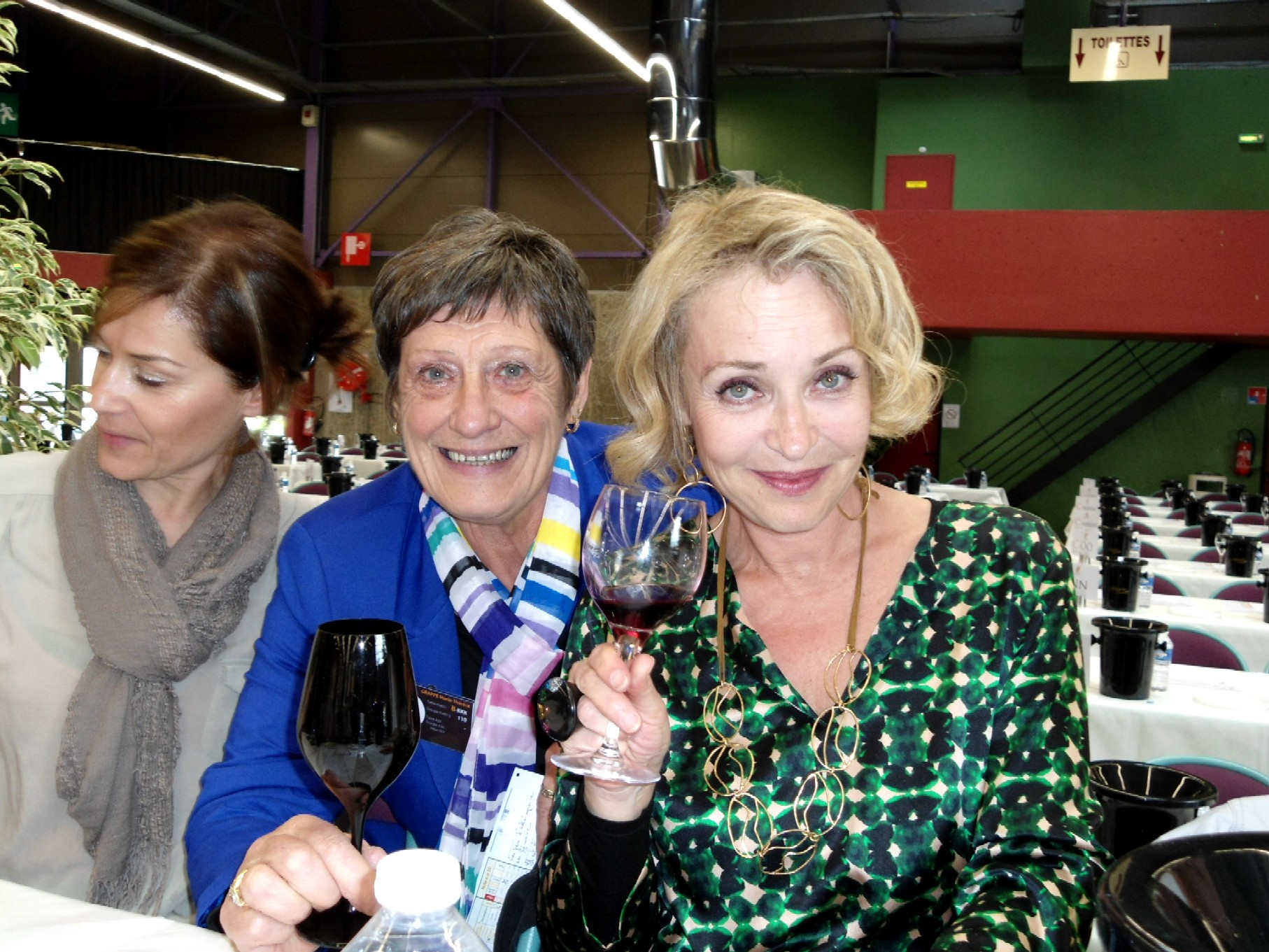
Fanny Cottençon (présidente des Féminalise 2013) et Marie-Thérèse Grappe (jury et présidente du concours mondial du savagnin)

### Europe
- Allemagne : 
  - Berliner Wein Trophy à Berlin[4] ;
  - Mundus Vini à Neustadt (Grand Prix International du Vin)[5] ;

- Belgique :
  - Concours international des vins de Monde Sélection à Bruxelles[6]
  - Concours mondial de Bruxelles[7];
  - Concours Sauvignon Sélection by CMB (anciennement appelé Mondial du Sauvignon)[8],[9] ;

- Espagne :
  - Baco - Bacchus, Concours international des vins et vins primeurs de Madrid[10] ;
  - Cata Concurso Nacional de Vinos Jóvenes Cosecha, Concours national des vins nouveaux à Madrid[11] ;

- France :
  - Concours des vins de Mâcon[12] ;
  - Concours Best Wine In Box[13] : premier concours dédié exclusivement aux vins conditionnés en BIB (Bag-in-Box) ;
  - Concours des vins d'Alsace de Colmar[14] ;
  - Concours des vins d'Orange (Côtes du Rhône et de la Vallée du Rhône)[15] ;
  - Concours des vins du Grand Delta à Avignon[16] ;
  - Concours des vins Féminalise : Concours à Beaune, réservé aux femmes ouvert à tous les vins de France[17] ;
  - Concours général agricole (section vin) à Paris[18] ;
  - Concours international des vins à Lyon[19] ;
  - Concours international des vins de gastronomie à Paris[20] ;
  - Concours international des vins de terroir à Brignoles, Provence verte[21] ;
  - Concours international du gamay ;
  - Concours mondial du savagnin[22] ;
  - Concours Femmes et vins du Monde à Monaco : premier concours français de vins de France et du monde avec un jury de femmes experts internationales[23] ;
  - Concours Femmes et vins de France à Bordeaux : ouvert aux vins de France uniquement et dégustés exclusivement par des femmes internationales[24] ;
  - Wine Women Awards, Hôtel Bristol à Paris[25] ;
  - Challenge international du vin à Bordeaux (Bourg et Blaye)[26] ;
  - Concours de Bordeaux Vins d'Aquitaine (classement des Crus artisans du Médoc)[27] ;
  - Concours des 7 Ceps[28];
  - Concours des Ligers Salon des vins de Loire)[29] ;
  - Concours des vins de Piolenc (anciennement concours des vins de la vallée du Rhône) Provence, Languedoc-Roussillon et Vallée du Rhône. Vin AOP et IGP, Chaque année en avril depuis 1989. (Association Piolenc-Millésimes) ;
  - Concours des vins Jury consommateurs de Vacqueyras[30]. Premier concours dont les membres du jury sont exclusivement composés de consommateurs non professionnels des métiers du vin. Ouvert aux vins des différentes A.O.P. Côtes du Rhône, A.O.P Ventoux et A.O.P. de la région de Die. Le concours se tient chaque année en juin depuis 1987 ;
  - Concours du Ginglet[31];
  - Concours international des best-of du tourisme vitivinicole à Bordeaux[32] ;
  - Concours prix plaisir par Bettane+Desseauve : concours où les vins sont dégustés et sélectionnés par des consommateurs et validés par des experts reconnus[33],[34]. Ce concours récompense les meilleurs vins à moins de 18 € et les meilleurs champagnes à moins de 30 €[réf. souhaitée].
  - Femmes et Vins Rosés du Monde Concours International - Saint Tropez[35] - Vins Rosés du Monde exclusivement dégustés par les Femmes Expertes Internationales

- Bulgarie :
  - The Balkan International Wine Competition - Sofia[36]

- Grèce :
  - Thessaloniki International Wine Competition organisée à Thessalonique par The Wine Producers Association of Northern Greece[37] ;

- Hongrie :
  - Budapesti Borfesztivál, Festival international du Vin de Budapest[38] ;

- Italie :
  - Vinitaly
  - Concours International des Vins de Montagne à Aoste[39] ;

- Monaco :
  - Femmes et Vins du Monde Concours International à Monaco, concours français de vins de France et du Monde avec un jury de femmes experts internationales[23]
  - Femmes et Spiritueux du Monde Concours International, Boissons spiritueuses du Monde entier exclusivement dégustés par les femmes expertes internationales
  - Concours Guide International du Vin Rosé à Monaco, ouvert à tous les vins rosés du monde, de toutes nuances et tous les millésimes[40] ;

- Portugal :
  - Wine Masters Challenge (Concurso Mundial de Vinhos)[41] ;

- Roumanie :
  - Concursul International de Vinuri à Bucurest[42] ;

- Royaume-Uni :
  - The International Wine & Spirit Competition : Concours International des Vins et des Alcools (L'IWSC reste le principal et le plus important concours des vins et des alcools) ;
  - Decanter World Wine Awards (en) et Prix homme de l'année de Decanter de la revue Decanter International Wine Challenge à Londres[43] ;

- Slovénie :
  - Vino Ljubljana : Concours International des vins de Ljubljana[44] ;

- Suisse :
  - Mondial du Chasselas ;
  - Mondial du Merlot & Assemblages by VINEA :  Le seul concours international entièrement consacré aux vins de la famille Merlot ;
  - Mondial des Pinots by VINEA : Le seul concours international entièrement consacré aux vins de la famille Pinot ;

- Ukraine :
  - Concours International de dégustation des vins mousseux Nouveau Monde à Novyj Svit[45] ;

### Amérique
- Argentine :
  - Concours International des Vins et Spiritueux VINUS - Vino, Nutricion y Salud[46].
  - Concours International de Vin et Spiritueux La Mujer Elige[47].
  - Concours Internetionale du Vins Vinandino[48].

- Chili :

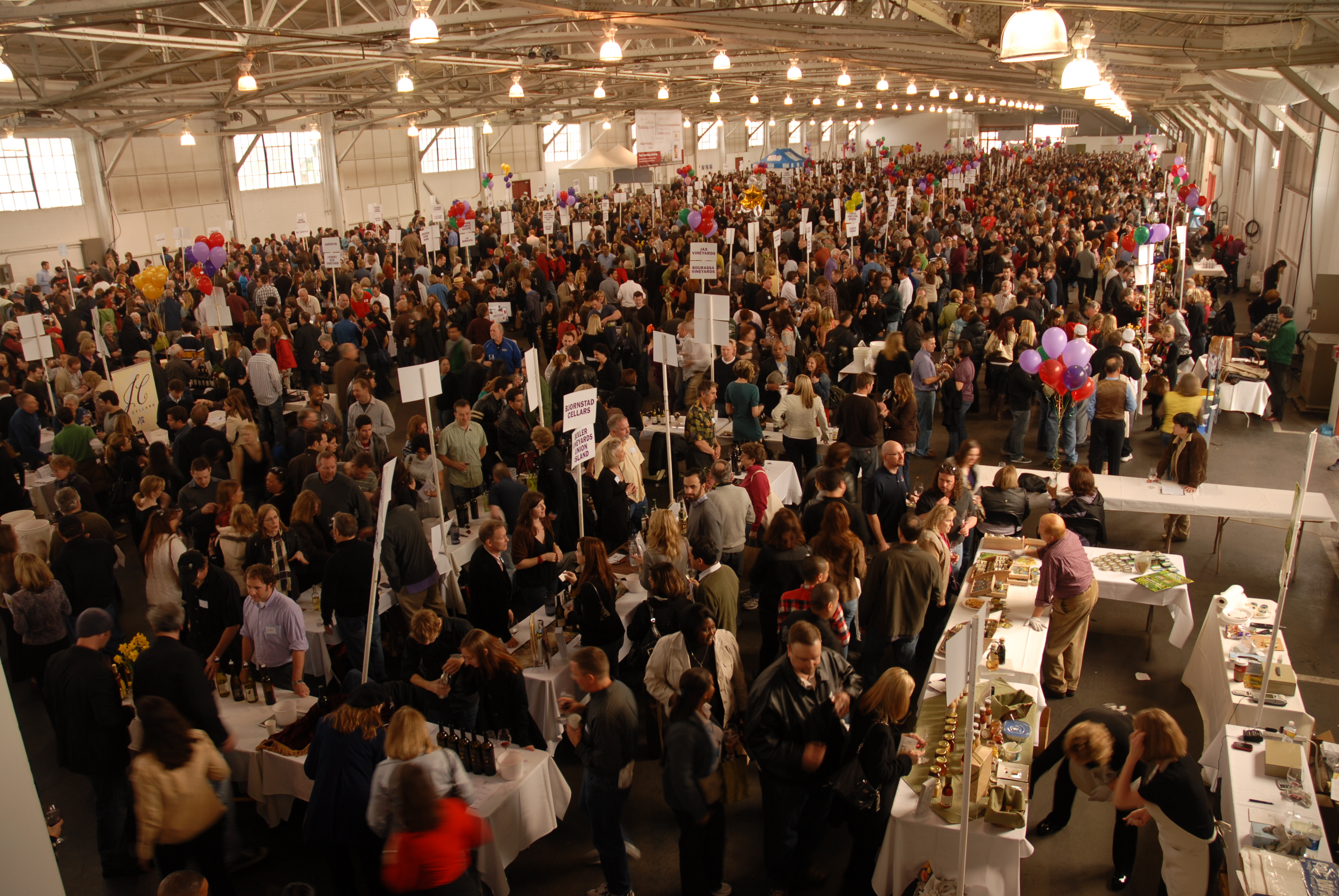
San Francisco Chronicle Wine Competition

  - Catad'Or Santiago de Chile Wine Awards[49],

- États-Unis :
  - Indy International Wine Competition : Concours International des Vins de l'Indiana[50] ;
  - San Francisco International Wine Competition[51] ;
  - San Francisco Chronicle Wine Competition[52] ;

- Canada :
  - Sélections Mondiales des Vins Canada à Québec[53] ;

### Moyen-Orient
- Israël :
  - Mediterranean International Wine and Spirit Challenge (Concours international de vin à Eilat)[54] ;
- au Japon, le Japan Wine Challenge à Tokyo[55] ;

### Asie
- Hong Kong :
  - Gilbert & Gaillard International Challenge (organisé par Wine Tasting & Trading Ltd)[56] ;
  - Le Grand Tasting Wine Awards par Bettane+Desseauve: les vins sont dégustés et sélectionnés par des consommateurs locaux et validés par les experts français Michel Bettane et Thierry Desseauve

### Autres organisations
Les Vinalies, organisées par l'Union des œnologues de France se déclinent en quatre manifestations : Les Vinalies nationales, les Vinalies internationales, Les vinalies Chine et le Mondial du rosé.
Accessoirement, le Concours Européen des Ambassadeurs du Champagne organisé par le Comité Interprofessionnel du vin de Champagne en Allemagne, Belgique, Espagne, France, Grande-Bretagne, Italie, Pays-Bas et Suisse désigne le meilleur formateur/informateur sur le champagne.